# Skarddalseggje
De Skarddalseggje is een berg behorende bij de gemeente Lom in de provincie Oppland in Noorwegen. De berg, gelegen in Nationaal park Jotunheimen, heeft een hoogte van 2159 meter.
De Skarddalseggje is onderdeel van het gebergte Jotunheimen.